# UC Browser
UC Browser è un browser web sviluppato dalla società internet mobile cino-singaporiana UCWeb, di proprietà del gruppo Alibaba. In alcuni dei mercati asiatici in rapida crescita, come l'India e l'Indonesia, è più popolare di Google Chrome.
Lanciato inizialmente nell'aprile 2004 come applicazione J2ME, è stato poi reso disponibile su diverse piattaforme, tra cui Android, BlackBerry OS, iOS, Java ME, Symbian, Windows Phone e Microsoft Windows. UC Browser è stata dichiarata l'ottava app per dispositivi mobili più scaricata del decennio, dal 2010 al 2019.

## Max Player
Il browser utilizza l'accelerazione via cloud e tecnologie di compressione dei dati. I server di UC Browser fungono da proxy che comprime e esegue il rendering delle pagine web prima di inviarle agli utenti. Questo processo consentirebbe di caricare i contenuti web più velocemente. Il browser può adattarsi a diversi ambienti di rete e supportare il download in formati multi-file. Inoltre, UC Browser dispone di funzionalità di sincronizzazione cloud e web app HTML5. Ha anche una funzione chiamata "download veloce", che scarica un file in più parti contemporaneamente.
UC Browser è disponibile per diversi smartphone e telefoni cellulari basici, seppure il sistema operativo mobile Android rappresenti la più grande base di utenti dell'azienda, raccogliendo 300 milioni dei suoi 500 milioni di utenti totali.

### UC+: HTML5, WebApp e componenti aggiuntivi
Nel luglio 2013, UCWeb ha annunciato UC+ Open Platform. La piattaforma è composta da un negozio WebApp, una piattaforma di componenti aggiuntivi e una piattaforma di segnalibri. È andato online con il lancio di UC Browser v9.2 per Android.
Gli sviluppatori hanno a disposizione un SDK per creare programmi eseguibili dal browser in scenari diversi. Gli utenti possono scaricarli e installarli dal pannello dei componenti aggiuntivi del browser. Alcuni esempi includono la condivisione sui social media, la traduzione di pagine web, la realtà aumentata e il controllo vocale. La piattaforma di segnalibri dell'applicazione consente ai siti web partner di inserire un codice QR sul browser UC per permettere agli utenti di eseguire la scansione, quindi aggiungere la pagina web ai propri segnalibri. Questa piattaforma è stata tra le prime del genere in Cina.

### Gestione dei download
Il browser supporta i download simultanei e include un gestore di download, oltre a modalità per la lettura offline. Supporta la sospensione e la ripresa dei download. La versione corrente del gestore di download dispone di funzionalità volte alla risoluzione dei problemi più comuni durante il download, come una connessione internet intermittente e file con etichetta errata. Il processo di download può continuare dopo la chiusura dell'app e può anche riprendere automaticamente se il download viene interrotto. Il gestore di download ordina i file scaricati per tipo e li posiziona nelle rispettive cartelle.

### Compressione dei dati
Dal 2006, UC Browser ha implementato diverse funzionalità di compressione e rendering sui suoi server, il che è simile al funzionamento di un thin client. UC Browser è l'unico browser moderno privo di supporto per la compressione WOFF2 e Brotli.

### Sistema cloud
UCWeb afferma che il sistema cloud utilizzato dal browser tende a recuperare i dati dai server più vicini disponibili, rendendo il processo di caricamento più veloce e agevole per gli utenti.

## Privacy e sicurezza

### Sicurezza
Delle ricerche hanno riscontrato come UC Browser non sia del tutto sicuro, date le molte vulnerabilità e problemi sulla privacy.
Secondo un test di Qualys SSL Lab e il rapporto di sicurezza SSL/TLS di High-Tech Bridge, si riscontrano nei sistemi UCWeb vulnerabilità Logjam, FREAK e POODLE. UC Browser utilizza una crittografia cifrata RC4 obsoleta con protocollo obsoleto SSL 3 o persino SSL 2 che presenta molte carenze di sicurezza.
Nel marzo 2019 dei ricercatori di <i>Dr. Web</i> hanno rivelato pubblicamente che UC Browser e UC Browser Mini per Android scaricavano e installavano moduli aggiuntivi dai server della società tramite un canale HTTP non protetto. Ciò esponeva gli utenti del browser all'esecuzione arbitraria di codice in modalità remota, permettendo a utenti malintenzionati di eseguire attacchi man-in-the-middle per fornire moduli dannosi (per quanto non siano stati resi pubblici casi di sfruttamento). Inoltre, questo viola le norme di Google Play che vietano alle app dello store di scaricare sullo smartphone qualsiasi codice eseguibile da fonti esterne a Google Play. I ricercatori hanno contattato sia UCWeb Inc. che Google prima della divulgazione, ma dal 26 marzo nessuna app è stata patchata e gli utenti risulterebbero ancora vulnerabili all'attacco.

### Privacy
Nel 2015 è stato rivelato come parte delle divulgazioni di Snowden che UC Browser faceva trapelare dati sensibili come IMSI, IMEI, MSISDN, ID Android, indirizzo MAC, dati relativi a geolocalizzazione e Wi-Fi degli utenti, senza alcuna crittografia. Queste falle sarebbero state utilizzate dalle agenzie di intelligence per tracciare gli utenti. Nel maggio 2015, il <i>Citizen Lab</i> dell'Università di Toronto ha pubblicato notizie riguardo falle sulla privacy nei dati di diversi utenti di UC Browser. L'organizzazione ha testato due versioni di UC Browser, una in inglese e l'altra in cinese. Nel maggio 2015, i documenti trapelati dall'informatore della National Security Agency (NSA) Edward Snowden hanno rivelato come l'Australian Signals Directorate (ASD) avesse identificato UC Browser come un punto debole nella sicurezza. Il suo uso diffuso in Cina, India e Indonesia lo ha reso particolarmente attraente per l'ASD. I documenti hanno rivelato che in collaborazione con i suoi partner Five Eyes, ASD ha violato il browser UC e infettato gli smartphone con spyware. L'ASD ha rifiutato di pubblicare commenti in relazione alle rivelazioni.
Nel 2016, il Citizen Lab ha segnalato importanti problemi di sicurezza e privacy nelle edizioni in lingua inglese e cinese della versione Android di UC Browser. Il rapporto ha criticato la trasmissione di informazioni di identificazione personale a vari strumenti di analisi commerciale e la trasmissione di query di ricerca degli utenti senza crittografia. Sono anche riusciti a bypassare la crittografia di UC Browser, accusandoli di utilizzare sistemi di crittografia non efficaci nella trasmissione di dati personali degli abbonati, identificatori di dispositivi mobili e dati di geolocalizzazione dell'utente.
Nel periodo tra maggio e giugno 2016, Alibaba Group ha fornito al Citizen Lab versioni aggiornate di UC Browser per verificare le correzioni sulla sicurezza. Il successivo aggiornamento pubblicato da Citizen Lab indicava che i problemi sulla perdita dei dati e sulla violazione della privacy identificati in precedenza non erano stati del tutto risolti.
Il Ministero dell'elettronica e dell'informatica (MEITY) in India sta attualmente indagando su questa violazione. È stato affermato che il secondo browser più utilizzato in India invia dati utente ai server cinesi e che mantiene il controllo sul DNS del dispositivo dell'utente anche dopo l'eliminazione del browser.
La questione, evidenziata per la prima volta dai risultati dell'Università di Toronto, è attualmente esaminata dal Center for Development of Advanced Computing (C-DAC) di Hyderabad, in India. È in corso un'indagine tecnica sulle accuse fatte nel rapporto dell'Università di Toronto che aveva evidenziato "diverse importanti vulnerabilità della privacy e della sicurezza che avrebbero esposto seriamente gli utenti di UC Browser alla sorveglianza e ad altre violazioni della privacy".

## Piattaforme
UC Browser è compatibile con Android, iOS e ha versioni precedenti per diversi sistemi operativi, tra cui Windows (dal 2019), BlackBerry, Symbian e Windows Phone.

## Strategia di localizzazione
La società ha annunciato la sua strategia "Going Glocal " nel 2012. Fornendo versioni diverse per i mercati inglese, russo, indonesiano, vietnamita e altri, la società punta a servire meglio la sua crescente base di utenti internazionali. L'azienda sfrutta le proprie reti di server che consentono al browser di fornire contenuti personalizzati agli utenti di tutto il mondo. Oltre alle questioni tecniche, la società si rifà a designer ed esperti locali per soddisfare culture e gusti dei singoli paesi, come spiegato dal CEO Yongfu Yu. Il logo di UC Browser è stato ridisegnato a dicembre 2012, partendo da uno scoiattolo di cartone animato per arrivare a un'icona più astratta e stilizzata, più in linea con i design americani.
UCWeb ha stipulato una partnership strategica con Colors TV, per fornire UC Browser, tramite i big data, di un feed di notizie proveniente da UC News, reso parte integrante di UC Browser, con diverse opzioni di personalizzazione per gli utenti.

## Ecosistema di partnership
UCWeb ha pubblicato una versione del browser specifica per i clienti indiani di Hutch Essar a maggio 2013.
Nel maggio 2013, UCWeb ha annunciato una partnership con Trend Micro. In base all'accordo, entrambe le società hanno lavorato per fornire valutazioni della sicurezza web mobile nel browser.
Nell'agosto 2013, UC Browser ha fornito canali di distribuzione di aziende come AppURL Initiative.
Nello stesso mese, tramite distributori esclusivi, Gameloft ha intrapreso un accordo per la vendita in licenza tramite UCWeb dei suoi prodotti.
Nell'agosto 2016, UCWeb ha avviato una collaborazione con Colors TV, canale televisivo di intrattenimento indiano, per l'offerta di Digital Entertainment e l'aggregazione dei contenuti.

## Ricezione

### Adozione del mercato
UC Browser nel marzo 2014 raggiungeva 500 milioni di utenti, un aumento attribuito alla sua vasta base di utenti in Cina, India e Indonesia.
Nell'ottobre 2012, UC Browser ha superato in India, per la prima volta, Opera nel numero di download nella categoria app gratuite Android di Google Play. Secondo una società di analisi web di terze parti, StatCounter, UC Browser ha superato Opera come il miglior browser mobile dell'India con il 32,82% della quota di mercato, rispetto al 26,91% di Opera.
Google Zeitgeist 2013 ha mostrato che le "App mobili più ricercate" in India erano dominate dalle app di messaggistica e navigazione, con WhatsApp e UC Browser in cima alla classifica per la maggior parte delle ricerche su dispositivi mobili del 2013.
UC Browser ha avuto oltre 100 milioni di utenti attivi mensili nel 2016.